# Selekta
Selekta (auch: Selecta, von selecta classis, lat., auserlesene Klasse), an Gelehrtenschulen eine Schulklasse, in welcher die ausgezeichnetsten Schüler der obersten Stufe saßen und auf das Studium an der Universität vorbereitet wurden; die Schüler einer solchen Klasse hießen Selektaner.
Während die Selekta an den deutschen Gymnasien bereits Mitte des 19. Jahrhunderts nicht mehr üblich waren, bestand für die Preußische Hauptkadettenanstalt eine solche Klasse, deren Zöglinge den Vorteil genossen, nicht als Fähnriche, sondern sofort als Offiziere ins Heer einzutreten, noch bis zum Ersten Weltkrieg.

## Sonderheiten

### Sächsischen Kadettenkorps
Im sächsischen Kadettenkorps existierte seit 1814 eine Selekta, die sich aus den hervorragendsten Absolventen der Prima ergänzte. Anstelle der Selekta wurde 1875/76 erstmals eine bald wieder aufgelöste Oberprima eingerichtet. 1901 entfiel die Selekta endgültig, um durch eine Unterprima (1901) und Oberprima (1902) ersetzt zu werden. Letztere führte, entsprechend einem Realgymnasium, zum Abitur.

### Lübeck
Durch die Einrichtung von Realklassen (Bürgerschule) gelang es dem Rektor Friedrich Daniel Behn, 1795 das Katharineum zu reformieren. Daraus entstand in der Mitte des 19. Jahrhunderts eine Zweiteilung in ein altsprachliches Gymnasium und ein Realgymnasium. Ab 1858 wurde dessen oberste Klasse (=Abschlussklasse) als Selecta benannt. Eine vergleichbare Aufteilung nahm auch das Johanneum in Hamburg vor in Gelehrtenschule und Realgymnasium.